# Hans Ausloos

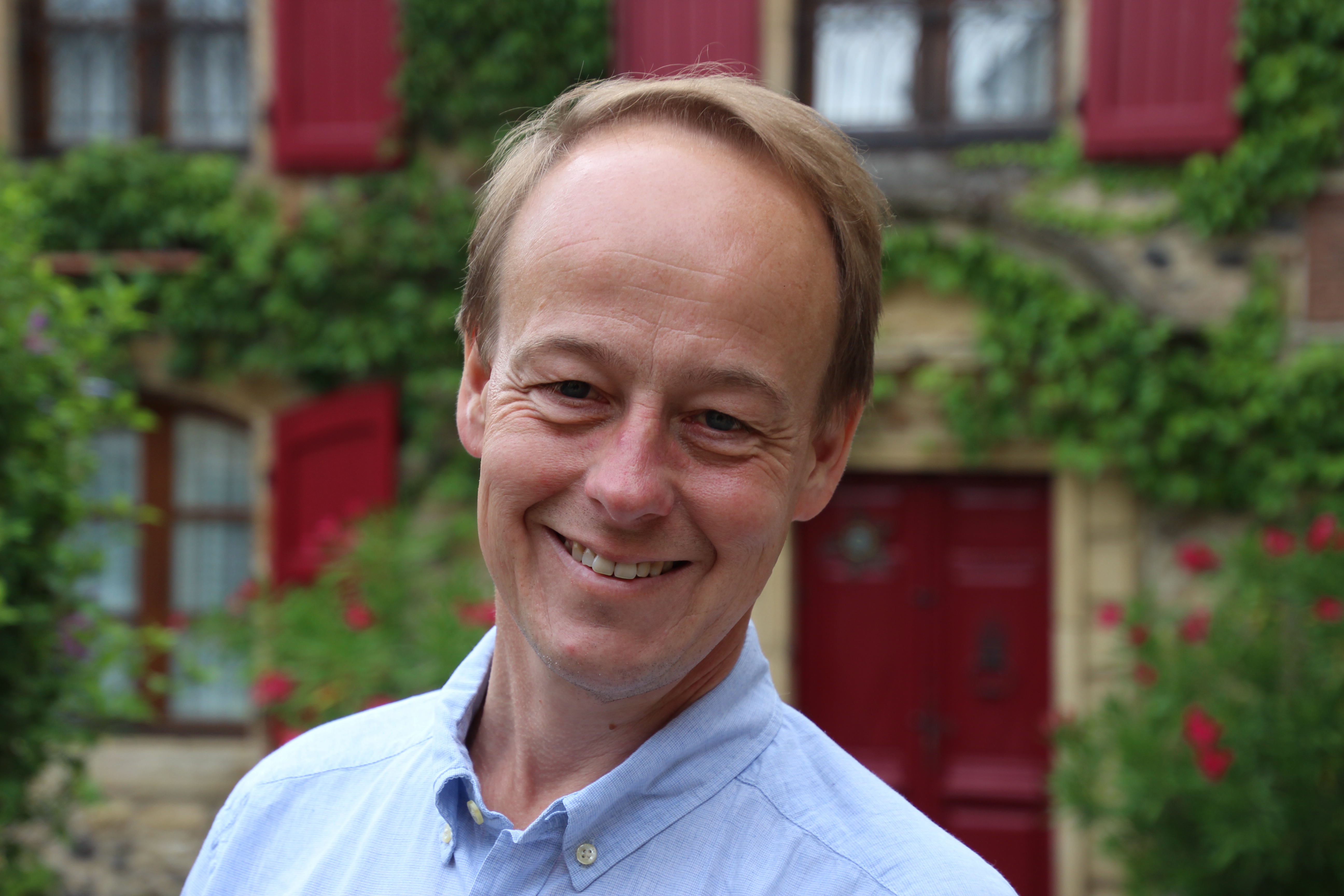
Hans Ausloos, 2017

Hans Ausloos (Tienen, 1969) is een Belgische theoloog en Bijbelwetenschapper.

## Leven en werk
Ausloos volgde de klassieke humaniora (Latijn-Grieks) aan het Onze-Lieve-Vrouwecollege (1980-1986). Aan de Katholieke Universiteit Leuven studeerde hij af als licentiaat in de godsdienstwetenschappen (1990), alsook als baccalaureus (STB; 1990) en licentiaat (STL; 1992) in de godgeleerdheid. In 1997 promoveerde hij er onder supervisie van prof dr. Marc Vervenne tot doctor in de godgeleerdheid (PhD/STD) met een proefschrift over de deuteronomische redactie van de boeken Genesis tot en met Numeri. Hij was aspirant (1993-1997) en postdoctoraal onderzoeker (1997-2008) van het Fonds voor Wetenschappelijk Onderzoek - Vlaanderen. In 2003 werd hij benoemd tot professor Bijbelwetenschappen aan de Faculteit Godgeleerdheid en Religiewetenschappen van de Katholieke Universiteit Leuven. In 2010 verliet hij de KU Leuven en werd hij als Chercheur Qualifié (2010-2018), Maître de recherches (2018-2022) en Directeur de recherches (2022-heden) van het Fonds de la Recherche Scientifique (F.R.S.-FNRS) onderzoeksprofessor aan de Faculté de Théologie et d’étude des religions van de Université catholique de Louvain in Louvain-la-Neuve. Hij richtte er binnen het onderzoeksinstituut Religions, Spiritualités, Cultures, Sociétés (RSCS) de onderzoeksgroep Septuagint Studies and Textual Criticism op, waarvan hij directeur is. Zijn wetenschappelijk werk spitst zich vooral toe op de studie van het ontstaan en de tekstoverlevering van het Oude Testament, waarover hij in talrijke boeken en tijdschriften heeft gepubliceerd.
In 2016 werd hij hoofdredacteur van Oudtestamentische Studien/Old Testament Studies (gepubliceerd bij Brill). Hij is tevens lid van de redactieraad van Acta Theologica, Acta Theologica Supplementa, Religio, Ezra, Studia Semitica Neerlandica, Supplements to the Textual History of the Bible en Forma Breve. Revista de literatura.
Hij is onder meer lid van het Collège des Alumni van de Académie Royale des sciences, des lettres et des beaux-arts de Belgique,  van het Executive Committee van The International Organization for Septuagint and Cognate Studies (2010-2021), en van de adviesraad van het Centro de Investigação em Théologia e Estudios de Religião (CITER) (Universidade católica portuguesa). Van 2020 tot en met 2022 was hij  voorzitter van het Oudtestamentisch Werkgezelschap (OTW). Sedert 1996 is hij lid van de stuurgroep van de Vlaamse Bijbelstichting. Hij doceert sinds 2009 voor Davidsfonds Academie en is reisbegeleider bij Davidsfonds cultuurreizen.
Hans Ausloos is gehuwd met Bénédicte Lemmelijn.

## Publicaties (selectie)
- Met Bénédicte Lemmelijn (eds), Die Theologie der Septuaginta – The Theology of the Septuagint (Handbuch zur Septuaginta – Handbook of the Septuagint, 5), Gütersloh: Gütersloher Verlaghaus, 2020 (ISBN 978-3-579-08103-8).
- Geweld – God – Bijbel, Averbode: Averbode – Érasme, 2019 (ISBN 978-2-8081-0788-4)
- met Didier Luciani (eds): Temporalité et intrigue. Hommage à André Wénin (Bibliotheca Ephemeridum Theologicarum Lovaniensium, 296), Leuven – Parijs – Bristol, CT: Peeters, 2018 (ISBN 978-90-429-3653-9)
- met Bénédicte Lemmelijn: La Bible et la vie. Réponses bibliques aux questions d'aujourd'hui (Le livre et le rouleau, 48), Namen – Parijs: Lessius, 2016 (ISBN 978-2-87299-290-4)
- The Deuteronomist's History. The Role of the Deuteronomist in Historical-Critical Research into Genesis–Numbers (Old Testament Studies, 67), Leiden – Boston: Brill, 2015 (ISBN 978-9-00-429676-3) – in 2016 bekroond met de Mgr. Joseph Coppensprijs van de Koninklijke Vlaamse Academie van België voor Wetenschappen en Kunsten
- met Henri Derroitte en Dominique Jacquemin (eds): Fragilités, handicaps, capacitation et théologie. De l'importance de penser ces questions en théologie (Études de théologie et d’éthique, 8), Münster: Lit Verlag, 2015 (ISBN 978-3-643-90582-6)
- met Bénédicte Lemmelijn (eds): A Pillar of Cloud to Guide. Text-Critical, Redactional, and Linguistic Perspectives on the Old Testament in Honour of Marc Vervenne (Bibliotheca Ephemeridum Theologicarum Lovaniensium, 269), Leuven – Parijs – Walpole, MA: Peeters, 2014 (ISBN 978-90-429-3084-1)
- met Bénédicte Lemmelijn en Julio Trebolle Barrera (eds): After Qumran: Old and Modern Editions of the Biblical Texts – The Historical Books (Bibliotheca Ephemeridum Theologicarum Lovaniensium, 246), Leuven – Parijs – Walpole, MA: Peeters, 2012 (ISBN 978-90-429-2573-1)
- met Ignace Bossuyt (eds): In den beginne... De 'schepping' in beeld, woord en klank, Leuven – Den Haag: Acco, 2011 (ISBN 978-90-334-8232-8)
- met Bénédicte Lemmelijn, The Book of Life. Biblical Answers to Existential Questions (Louvain Theological and Pastoral Monographs, 41), Leuven – Parijs – Walpole, MA: Peeters; Grand Rapids, MI – Cambridge: William B. Eerdmans, 2010 (ISBN 978-90-429-2296-9)
- met Ignace Bossuyt (eds), Job tussen leven en lijden. In beeld, woord en klank, Leuven – Den Haag: Acco, 2010 (ISBN 978-90-334-7631-0)
- Een geest van wijsheid en inzicht. Koning Salomo en het Oude Testament (Averbodes Bijbelgidsen), Averbode: Altiora Averbode, 2009 (ISBN 978-90-317-2818-3)
- met Johann Cook, Florentino García Martínez, Bénédicte Lemmelijn en Marc Vervenne (eds), Translating a Translation. The LXX and its Modern Translations in the Context of Early Judaism (Bibliotheca Ephemeridum Theologicarum Lovaniensium, 213), Leuven – Parijs – Dudley, MA: Peeters, 2008 (ISBN 978-90-429-2038-5)
- met Bénédicte Lemmelijn en Marc Vervenne (eds), Florilegium Lovaniense. Studies in Septuagint and Textual Criticism in Honour of Florentino García Martínez (Bibliotheca Ephemeridum Theologicarum Lovaniensium, 224), Leuven – Paris – Dudley, MA: Peeters, 2008 (ISBN 978-90-429-2155-9)
- met Ignace Bossuyt (eds), Hooglied. Bijbelse liefde in beeld, woord en klank, Leuven – Voorburg: Acco, 2008 (ISBN 978-90-334-6895-7)
- met Bénédicte Lemmelijn (eds), Bijbelse Wijsheid aan het woord, Leuven – Voorburg: Acco, 2007 (ISBN 978-90-334-6636-6)
- Oud maar niet verouderd. Een inleiding tot de studie van het Oude Testament, Leuven – Voorburg: Acco, 2006; 22010; 32014 (ISBN 90-3346255-9)
- met Bénédicte Lemmelijn (eds), De bijbel: een (g)oude(n) gids. Bijbelse antwoorden op menselijke vragen, Leuven – Voorburg: Acco, 2005; 22006; 32009; 42012; 52013; 62017 (ISBN 90-334-5955-8)
- (ed) Jeremia. Profeet tussen hoop en wanhoop, Leuven – Leusden, Acco: 2002 (ISBN 90-334-5136-0)